# Länsväg 363
De Zweedse weg 363 (Zweeds: Länsväg 363) is een provinciale weg in de provincie Västerbottens län in Zweden en is circa 351 kilometer lang.

## Plaatsen langs de weg
- Umeå
- Håkmark
- Hissjö
- Haddingen
- Tavelsjö
- Rödånäs
- Vindeln
- Hällnäs
- Strycksele
- Åmsele
- Rusksele
- Vormsele
- Björksele
- Sorsele
- Ammarnäs

## Knooppunten
- In de buurt van E4 en Riksväg 92 bij Umeå (begin)
- Länsväg 365 bij Rusksele
- Länsväg 370
- E45: begin gezamenlijk tracé,
- E45: einde gezamenlijk tracé, bij Sorsele